# Karsten Johansen
Karsten Johansen (født 11. april 1981) er en dansk tidligere fodboldspiller.

## Karriere
I august 2004 skiftede han til Randers FC, hvor han skrev under på en toårig aftale. I maj 2005 blev denne kontrakt forlænget frem den 30. juni 2007. Den 3. maj 2007 blev det offentliggjort, at Karsten Johansen ikke forlængede sin kontrakt med Randers FC.
Han skiftede herefter i juli til Næstved Boldklub, hvor han skrev under på en toårig aftale.
Han skiftede i oktober 2009 til Lolland-Falster-serieklubben B.1901.

## Personlige forhold
Han blev i august 2006 dømt for, hvad Ekstra Bladet i en artikel fra 2006 kaldte "vanvids-kørsel". Han fortsatte trods denne dom i Randers FC.